# Telumehtar
En el universo imaginario de J. R. R. Tolkien y en los apéndices de la novela El Señor de los Anillos, Telumehtar es el vigésimo octavo rey de Gondor. Nacido en el año 1632 de la Tercera Edad del Sol es hijo del rey Tarondor y asumió el trono en el año 1798 T. E. Su nombre es quenya y puede traducirse como «bóveda de estrellas».

## Historia
Para su época los principales enemigos de Gondor se estaban recuperando, de la Peste Negra, pero los haradrim y los Hombres del Este estaban empeñados en una guerra entre ellos. No así los corsarios de Umbar que volvieron a asolar las costas del sur de Gondor.
Por ello Telumehtar reunió una gran flota de barcos y en el año 1810 T. E., atacó Umbar, sometiéndola por completo. Allí fueron exterminados los últimos descendientes de Castamir y la ciudad-puerto, quedó completamente en ruinas y desierta. 
Parece claro que el Rey no reclamó ni restableció la fortaleza y prohibió la entrada a cualquiera que viniera del Harad, dejando sólo una guarnición protectora. Aun así, Gondor, retuvo el control de esa parte de la Tierra Media por casi un siglo. 
Por esta acción tomó el título de Umbardacil, palabra quenya que puede traducirse como «vencedor de Umbar». Muere en el año 1850 T. E., siendo sucedido por su hijo Narmacil II.